# Lineare Abbildung

Achsenspiegelung als Beispiel einer linearen Abbildung

Eine lineare Abbildung (auch lineare Transformation oder Vektorraumhomomorphismus genannt) ist in der linearen Algebra ein wichtiger Typ von Abbildung zwischen zwei Vektorräumen über demselben Körper. Bei einer linearen Abbildung ist es unerheblich, ob man zwei Vektoren zuerst addiert und dann deren Summe abbildet oder zuerst die Vektoren abbildet und dann die Bildvektoren addiert. Gleiches gilt für die Multiplikation mit einem Skalar aus dem Grundkörper. Man sagt dann, dass eine lineare Abbildung mit den Verknüpfungen Vektoraddition und skalarer Multiplikation verträglich ist. Es handelt sich somit bei der linearen Abbildung um einen Homomorphismus (strukturerhaltende Abbildung) zwischen Vektorräumen.
Das rechts stehende Beispiel einer Spiegelung an der Y-Achse verdeutlicht dies. Der Vektor {\displaystyle c} ist die Summe der Vektoren {\displaystyle a} und {\displaystyle b} und sein Bild ist der Vektor {\displaystyle {c'}}. Man erhält {\displaystyle {c'}} aber auch, wenn man die Bilder {\displaystyle {a'}} und {\displaystyle {b'}} der Vektoren {\displaystyle a} und {\displaystyle b} addiert.
In der Funktionalanalysis, bei der Betrachtung unendlichdimensionaler Vektorräume, die eine Topologie tragen, spricht man meist von linearen Operatoren statt von linearen Abbildungen. Formal gesehen sind die Begriffe gleichbedeutend. Bei unendlichdimensionalen Vektorräumen ist jedoch die Frage der Stetigkeit bedeutsam, während Stetigkeit immer vorliegt bei linearen Abbildungen zwischen endlichdimensionalen reellen Vektorräumen (jeweils mit der euklidischen Norm) oder allgemeiner zwischen endlichdimensionalen hausdorffschen topologischen Vektorräumen.

## Definition
Seien {\displaystyle V} und {\displaystyle W} Vektorräume über einem gemeinsamen Grundkörper {\displaystyle K}.
Eine Abbildung {\displaystyle f\colon V\to W} heißt lineare Abbildung, wenn für alle {\displaystyle x,y\in V} und {\displaystyle a\in K} die folgenden Bedingungen gelten:
- {\displaystyle f} ist homogen:
{\displaystyle f\left(ax\right)=af\left(x\right)}
- {\displaystyle f} ist additiv:
{\displaystyle f\left(x+y\right)=f\left(x\right)+f\left(y\right)}

Die zwei obigen Bedingungen kann man auch zusammenfassen:
{\displaystyle f\left(ax+y\right)=af\left(x\right)+f\left(y\right)}
Für {\displaystyle y=0_{V}} geht diese in die Bedingung für die Homogenität und für {\displaystyle a=1_{K}} in diejenige für die Additivität über. 
Eine weitere, gleichwertige Bedingung ist die Forderung, dass der Graph der Abbildung {\displaystyle f} ein Untervektorraum des kartesischen Produkts {\displaystyle V\times W} ist. Dieses wird dabei als direktes Produkt und somit als ein Vektorraum über {\displaystyle K} betrachtet.

## Erklärung
Eine Abbildung ist linear, wenn sie verträglich mit der Vektorraumstruktur ist. Sprich: Lineare Abbildungen vertragen sich sowohl mit der zugrundeliegenden Addition als auch mit der skalaren Multiplikation des Definitions- und Wertebereichs. Die Verträglichkeit mit der Addition bedeutet, dass die lineare Abbildung {\displaystyle f\colon V\to W} Summen erhält. Wenn wir im Definitionsbereich eine Summe {\displaystyle v_{3}=v_{1}+v_{2}} mit {\displaystyle v_{1},v_{2},v_{3}\in V} haben, so gilt {\displaystyle f(v_{3})=f(v_{1})+f(v_{2})} und damit bleibt diese Summe nach der Abbildung im Wertebereich erhalten:
{\displaystyle \forall v_{1},v_{2},v_{3}\in V{\Big (}v_{3}=v_{1}+v_{2}\implies f(v_{3})=f(v_{1})+f(v_{2}){\Big )}}
Diese Implikation kann verkürzt werden, indem die Prämisse {\displaystyle v_{3}=v_{1}+v_{2}} in {\displaystyle f(v_{3})=f(v_{1})+f(v_{2})} eingesetzt wird. So erhält man die Forderung {\displaystyle f(v_{1}+v_{2})=f(v_{1})+f(v_{2})}. Analog kann die Verträglichkeit mit der skalaren Multiplikation beschrieben werden. Diese ist erfüllt, wenn aus dem Zusammenhang {\displaystyle {\tilde {v}}=\lambda v} mit dem Skalar {\displaystyle \lambda \in K} und {\displaystyle v\in V} im Definitionsbereich folgt, dass auch {\displaystyle f({\tilde {v}})=\lambda f(v)} im Wertebereich gilt:
{\displaystyle \forall {\tilde {v}},v\in V\,\forall \lambda \in K{\Big (}{\tilde {v}}=\lambda v\implies f({\tilde {v}})=\lambda f(v){\Big )}}
Nach Einsetzen der Prämisse {\displaystyle {\tilde {v}}=\lambda v} in die Konklusion {\displaystyle f({\tilde {v}})=\lambda f(v)} erhält man die Forderung {\displaystyle f(\lambda v)=\lambda f(v)}.

Visualisierung der Verträglichkeit mit der Vektoraddition: Jedes durch {\displaystyle v_{1}}, {\displaystyle v_{2}} und {\displaystyle v_{3}=v_{1}+v_{2}} gegebene Additionsdreieck bleibt durch die lineare Abbildung {\displaystyle f} erhalten. Auch {\displaystyle f(v_{1})}, {\displaystyle f(v_{2})} und {\displaystyle f(v_{1}+v_{2})} bildet ein Additionsdreieck und es gilt {\displaystyle f(v_{1}+v_{2})=f(v_{1})+f(v_{2})}.
Bei Abbildungen, die sich nicht mit der Addition vertragen, gibt es Vektoren {\displaystyle v_{1}}, {\displaystyle v_{2}} und {\displaystyle v_{3}=v_{1}+v_{2}}, sodass {\displaystyle f(v_{1})}, {\displaystyle f(v_{2})} und {\displaystyle f(v_{1}+v_{2})} kein Additionsdreieck bilden, weil {\displaystyle f(v_{1}+v_{2})\neq f(v_{1})+f(v_{2})} ist. Eine solche Abbildung ist nicht linear.
Visualisierung der Verträglichkeit mit der skalaren Multiplikation: Jede Skalierung {\displaystyle \lambda v} bleibt durch eine lineare Abbildung erhalten und es gilt {\displaystyle f(\lambda v)=\lambda f(v)}.
Wenn eine Abbildung nicht verträglich ist mit der skalaren Multiplikation, so gibt es einen Skalar {\displaystyle \lambda } und einen Vektor {\displaystyle v}, so dass die Skalierung {\displaystyle \lambda v} nicht auf die Skalierung {\displaystyle \lambda f(v)} abgebildet wird. Eine solche Abbildung ist nicht linear.

## Beispiele
- Für {\displaystyle V=W=\mathbb {R} } hat jede lineare Abbildung die Gestalt {\displaystyle f(x)=mx} mit {\displaystyle m\in \mathbb {R} }.
- Es sei {\displaystyle V=\mathbb {R} ^{n}} und {\displaystyle W=\mathbb {R} ^{m}}. Dann wird für jede {\displaystyle m\times n}-Matrix {\displaystyle A} mit Hilfe der Matrizenmultiplikation eine lineare Abbildung {\displaystyle f\colon \mathbb {R} ^{n}\to \mathbb {R} ^{m}} durch

{\displaystyle f(x)=A\,x={\begin{pmatrix}a_{11}&\dots &a_{1n}\\\vdots &&\vdots \\a_{m1}&\dots &a_{mn}\end{pmatrix}}{\begin{pmatrix}x_{1}\\\vdots \\x_{n}\end{pmatrix}}}
definiert. Jede lineare Abbildung von {\displaystyle \mathbb {R} ^{n}} nach {\displaystyle \mathbb {R} ^{m}} kann so dargestellt werden.
- Ist {\displaystyle I\subset \mathbb {R} } ein offenes Intervall, {\displaystyle V=C^{1}(I,\mathbb {R} )} der {\displaystyle \mathbb {R} }-Vektorraum der stetig differenzierbaren Funktionen auf {\displaystyle I}  und {\displaystyle W=C^{0}(I,\mathbb {R} )} der {\displaystyle \mathbb {R} }-Vektorraum der stetigen Funktionen auf {\displaystyle I}, so ist die Abbildung 
{\displaystyle D\colon C^{1}(I,\mathbb {R} )\to C^{0}(I,\mathbb {R} )}, {\displaystyle f\mapsto f'},
die jeder Funktion {\displaystyle f\in C^{1}(I,\mathbb {R} )} ihre Ableitung zuordnet, linear. Entsprechendes gilt für andere lineare Differentialoperatoren.

Die Streckung {\displaystyle f(x,y)=(2x,y)} ist eine lineare Abbildung. Bei dieser Abbildung wird die {\displaystyle x} Komponente um den Faktor {\displaystyle 2} gestreckt.
Diese Abbildung ist additiv: Es ist egal, ob man erst Vektoren addiert und dann abbildet oder ob man erst die Vektoren abbildet und dann addiert: {\displaystyle f(a+b)=f(a)+f(b)}.
Diese Abbildung ist homogen: Es ist egal, ob man erst einen Vektor skaliert und dann abbildet oder ob man den Vektor erst abbildet und dann skaliert: {\displaystyle f(\lambda a)=\lambda f(a)}.

## Bild und Kern
Zwei bei der Betrachtung linearer Abbildungen wichtige Mengen sind das Bild und der Kern einer linearen Abbildung {\displaystyle f\colon V\to W}.
- Das Bild {\displaystyle \mathrm {im} (f)} der Abbildung ist die Menge der Bildvektoren unter {\displaystyle f}, also die Menge aller {\displaystyle f(v)} mit {\displaystyle v} aus {\displaystyle V}. Die Bildmenge wird daher auch durch {\displaystyle f(V)} notiert. Das Bild ist ein Untervektorraum von {\displaystyle W}.

- Der Kern {\displaystyle \mathrm {ker} (f)} der Abbildung ist die Menge der Vektoren aus {\displaystyle V}, die durch {\displaystyle f} auf den Nullvektor von {\displaystyle W} abgebildet werden. Er ist ein Untervektorraum von {\displaystyle V}. Die Abbildung {\displaystyle f} ist genau dann injektiv, wenn der Kern nur den Nullvektor enthält.

## Eigenschaften
- Eine lineare Abbildung zwischen den Vektorräumen {\displaystyle V} und {\displaystyle W} bildet den Nullvektor von {\displaystyle V} auf den Nullvektor von {\displaystyle W} ab:
{\displaystyle f(0_{V})=0_{W}}, denn {\displaystyle f\left(0_{V}\right)=f\left(0\cdot 0_{V}\right)=0\cdot f\left(0_{V}\right)=0_{W}.}
- Eine Beziehung zwischen Kern und Bild einer linearen Abbildung {\displaystyle f\colon V\to W} beschreibt der Homomorphiesatz: Der Faktorraum {\displaystyle V/\mathrm {ker} (f)} ist isomorph zum Bild {\displaystyle \mathrm {im} (f)}.

## Lineare Abbildungen zwischen endlichdimensionalen Vektorräumen

### Basis

Zusammenfassung der Eigenschaften injektiver und surjektiver linearer Abbildungen

Eine lineare Abbildung zwischen endlichdimensionalen Vektorräumen ist durch die Bilder der Vektoren einer Basis eindeutig bestimmt. Bilden die Vektoren {\displaystyle b_{1},\dotsc ,b_{n}} eine Basis des Vektorraums {\displaystyle V} und sind {\displaystyle w_{1},\dotsc ,w_{n}} Vektoren in {\displaystyle W}, so gibt es genau eine lineare Abbildung {\displaystyle f\colon V\to W}, die {\displaystyle b_{1}} auf {\displaystyle w_{1}}, {\displaystyle b_{2}} auf {\displaystyle w_{2}}, …, {\displaystyle b_{n}} auf {\displaystyle w_{n}} abbildet. Ist {\displaystyle v} ein beliebiger Vektor aus {\displaystyle V}, so lässt er sich eindeutig als Linearkombination der Basisvektoren darstellen:
{\displaystyle v=\textstyle \sum \limits _{j=1}^{n}v_{j}b_{j}}
Hierbei sind {\displaystyle v_{1},\ldots ,v_{n}} die Koordinaten des Vektors {\displaystyle v} bezüglich der Basis {\displaystyle \{b_{1},\dotsc ,b_{n}\}}. Sein Bild {\displaystyle f(v)} ist gegeben durch
{\displaystyle f(v)=\textstyle \sum \limits _{j=1}^{n}v_{j}f(b_{j})=\sum \limits _{j=1}^{n}v_{j}w_{j}.}
Die Abbildung {\displaystyle f} ist genau dann injektiv, wenn die Bildvektoren {\displaystyle w_{1},\dotsc ,w_{n}} der Basis linear unabhängig sind.
Sie ist genau dann surjektiv, wenn {\displaystyle w_{1},\dotsc ,w_{n}} den Zielraum {\displaystyle W} aufspannen.
Ordnet man jedem Element {\displaystyle b_{1},\dotsc ,b_{n}} einer Basis von {\displaystyle V} einen Vektor {\displaystyle w_{1},\dotsc ,w_{n}} aus {\displaystyle W} beliebig zu, so kann man mit obiger Formel diese Zuordnung eindeutig zu einer linearen Abbildung {\displaystyle f\colon V\to W} fortsetzen.
Stellt man die Bildvektoren {\displaystyle w_{j}} bezüglich einer Basis von {\displaystyle W} dar, so führt dies zur Matrixdarstellung der linearen Abbildung.

### Abbildungsmatrix
Sind {\displaystyle V} und {\displaystyle W} endlichdimensional, {\displaystyle \dim V=n}, {\displaystyle \dim W=m}, und sind Basen {\displaystyle B=\{b_{1},\dotsc ,b_{n}\}} von {\displaystyle V} und {\displaystyle B'=\{b_{1}',\dotsc ,b_{m}'\}} von {\displaystyle W} gegeben, so kann jede lineare Abbildung {\displaystyle f\colon V\to W} durch eine {\displaystyle m\times n}-Matrix {\displaystyle M_{B'}^{B}(f)} dargestellt werden.
Diese erhält man wie folgt:
Für jeden Basisvektor {\displaystyle b_{j}} aus {\displaystyle B} lässt sich der Bildvektor {\displaystyle f(b_{j})} als Linearkombination der Basisvektoren {\displaystyle b_{1}',\dotsc ,b_{m}'} darstellen:
{\displaystyle f(b_{j})=\sum _{i=1}^{m}a_{ij}b_{i}'}
Die {\displaystyle a_{ij}}, {\displaystyle i=1,\dotsc ,m}, {\displaystyle j=1,\dotsc ,n} bilden die Einträge der Matrix {\displaystyle M_{B'}^{B}(f)}:
{\displaystyle M_{B'}^{B}(f)={\begin{pmatrix}a_{11}&\dots &a_{1j}&\dots &a_{1n}\\\vdots &&\vdots &&\vdots \\a_{m1}&\dots &a_{mj}&\dots &a_{mn}\end{pmatrix}}}
In der {\displaystyle j}-ten Spalte stehen also die Koordinaten von {\displaystyle f(b_{j})} bezüglich der Basis {\displaystyle B'}.
Mit Hilfe dieser Matrix kann man den Bildvektor {\displaystyle f(v)} jedes Vektors 
{\displaystyle v=v_{1}b_{1}+\dotsb +v_{n}b_{n}\in V} berechnen:
{\displaystyle f(v)=\sum _{j=1}^{n}v_{j}f(b_{j})=\sum _{j=1}^{n}v_{j}\left(\sum _{i=1}^{m}a_{ij}b_{i}'\right)=\sum _{i=1}^{m}\left(\sum _{j=1}^{n}a_{ij}v_{j}\right)b_{i}'}
Für die Koordinaten {\displaystyle w_{1},\dotsc ,w_{m}} von {\displaystyle f(v)} bezüglich {\displaystyle B'} gilt also
{\displaystyle w_{i}=\sum _{j=1}^{n}a_{ij}v_{j}}.
Dies kann man mit Hilfe der Matrizenmultiplikation ausdrücken:
{\displaystyle {\begin{pmatrix}w_{1}\\\vdots \\w_{m}\end{pmatrix}}={\begin{pmatrix}a_{11}&\dots &a_{1n}\\\vdots &&\vdots \\a_{m1}&\dots &a_{mn}\end{pmatrix}}\,{\begin{pmatrix}v_{1}\\\vdots \\v_{n}\end{pmatrix}}}
Die Matrix {\displaystyle M_{B'}^{B}(f)} heißt Abbildungsmatrix oder Darstellungsmatrix von {\displaystyle f}. Andere Schreibweisen für {\displaystyle M_{B'}^{B}(f)} sind {\displaystyle _{B'}f_{B}} und {\displaystyle _{B'}[f]_{B}}.

### Dimensionsformel
Bild und Kern stehen über den Dimensionssatz in Beziehung. Dieser sagt aus, dass die Dimension von {\displaystyle V} gleich der Summe der Dimensionen des Bildes und des Kerns ist:
{\displaystyle \dim V=\dim \mathrm {ker} (f)+\dim \mathrm {im} (f)}

## Lineare Abbildungen zwischen unendlichdimensionalen Vektorräumen
Insbesondere in der Funktionalanalysis betrachtet man lineare Abbildungen zwischen unendlichdimensionalen Vektorräumen. In diesem Kontext nennt man die linearen Abbildungen meist lineare Operatoren. Die betrachteten Vektorräume tragen meist noch die zusätzliche Struktur eines normierten vollständigen Vektorraums. Solche Vektorräume heißen Banachräume. Im Gegensatz zum endlichdimensionalen Fall reicht es nicht, lineare Operatoren nur auf einer Basis zu untersuchen. Nach dem baireschen Kategoriensatz hat nämlich eine Basis eines unendlichdimensionalen Banachraums überabzählbar viele Elemente und die Existenz einer solchen Basis lässt sich nicht konstruktiv begründen, das heißt nur unter Verwendung des Auswahlaxioms. Man verwendet daher einen anderen Basisbegriff, etwa Orthonormalbasen oder allgemeiner Schauderbasen. Damit können gewisse Operatoren wie zum Beispiel Hilbert-Schmidt-Operatoren mithilfe „unendlich großer Matrizen“ dargestellt werden, wobei dann auch unendliche Linearkombinationen zugelassen werden müssen.

## Besondere lineare Abbildungen
MonomorphismusEin Monomorphismus zwischen Vektorräumen ist eine lineare Abbildung {\displaystyle f\colon V\to W}, die injektiv ist. Dies trifft genau dann zu, wenn die Spaltenvektoren der Darstellungsmatrix linear unabhängig sind.
EpimorphismusEin Epimorphismus zwischen Vektorräumen ist eine lineare Abbildung {\displaystyle f\colon V\to W}, die surjektiv ist. Das ist genau dann der Fall, wenn der Rang der Darstellungsmatrix gleich der Dimension von {\displaystyle W} ist.
IsomorphismusEin Isomorphismus zwischen Vektorräumen ist eine lineare Abbildung {\displaystyle f\colon V\to W}, die bijektiv ist. Das ist genau der Fall, wenn die Darstellungsmatrix regulär ist. Die beiden Räume {\displaystyle V} und {\displaystyle W} bezeichnet man dann als isomorph.
EndomorphismusEin Endomorphismus zwischen Vektorräumen ist eine lineare Abbildung, bei der die Räume {\displaystyle V} und {\displaystyle W} gleich sind: {\displaystyle f\colon V\to V}. Die Darstellungsmatrix dieser Abbildung ist eine quadratische Matrix.
AutomorphismusEin Automorphismus zwischen Vektorräumen ist eine bijektive lineare Abbildung, bei der die Räume {\displaystyle V} und {\displaystyle W} gleich sind. Er ist also sowohl ein Isomorphismus als auch ein Endomorphismus. Die Darstellungsmatrix dieser Abbildung ist eine reguläre Matrix.

## Vektorraum der linearen Abbildungen

Bildung des Vektorraums L(V,W)

Die Menge {\displaystyle L(V,W)} der linearen Abbildungen von einem {\displaystyle K}-Vektorraum {\displaystyle V} in einen {\displaystyle K}-Vektorraum {\displaystyle W} -manchmal auch als {\displaystyle {\text{Hom}}_{K}(V,W)} geschrieben- ist ein Vektorraum über {\displaystyle K}, genauer: ein Untervektorraum des {\displaystyle K}-Vektorraums aller Abbildungen von {\displaystyle V} nach {\displaystyle W}.
Das bedeutet, dass die Summe zweier linearer Abbildungen {\displaystyle f} und {\displaystyle g}, komponentenweise definiert durch
{\displaystyle (f+g)\colon x\mapsto f(x)+g(x),}
wieder eine lineare Abbildung ist und dass
das Produkt
{\displaystyle (\lambda f)\colon x\mapsto \lambda f(x)}
einer linearen Abbildung mit einem Skalar {\displaystyle \lambda \in K} auch wieder eine lineare Abbildung ist.
Hat {\displaystyle V} die Dimension {\displaystyle n} und {\displaystyle W} die Dimension {\displaystyle m}, und sind in {\displaystyle V} eine Basis {\displaystyle B} und in {\displaystyle W} eine Basis {\displaystyle C} gegeben, so ist die Abbildung
{\displaystyle L(V,W)\to K^{m\times n},\ f\mapsto M_{C}^{B}(f)}
in den Matrizenraum {\displaystyle K^{m\times n}} ein Isomorphismus. Der Vektorraum {\displaystyle L(V,W)} hat also die Dimension {\displaystyle m\cdot n}.
Betrachtet man die Menge der linearen Selbstabbildungen eines Vektorraums, also den Spezialfall {\displaystyle V=W}, so bilden diese nicht nur einen Vektorraum, sondern mit der Verkettung von Abbildungen als Multiplikation eine assoziative Algebra, die kurz mit {\displaystyle L(V)} bezeichnet wird.

## Verallgemeinerung
Eine lineare Abbildung ist ein Spezialfall einer affinen Abbildung.
Ersetzt man in der Definition der linearen Abbildung zwischen Vektorräumen den Körper durch einen Ring, erhält man einen Modulhomomorphismus.